# Bimota HDB
Pour les articles homonymes, voir HDB.
La HDB est une série de modèles de motocyclette du constructeur italien Bimota.
La série se compose de trois modèles, respectivement appelés HDB1, HDB2 et HDB3. Elles sont les seules machines du constructeur de Rimini à être propulsées par un moteur Aermacchi, dont Harley-Davidson est propriétaire depuis 1974. Ce sont uniquement des machines destinées à courir en compétition. Elles sont destinées à porter les couleurs de la marque dans les championnats mondiaux en catégorie 500, 250 et 350 cm3 pendant les saisons de 1976 et 1977.
Les HDB utilisent un moteur bicylindre en ligne, deux temps refroidi par air.
La HDB1 était pourvue d'un moteur de 488 cm3, développant 90 ch à 10 500 tr/min.
La HBD2 emportait soit un moteur de 246 cm3 (alésage x course : 56 x 50 mm), pour 56 ch à 11 800 tr/min, soit un moteur de 349 cm3, pour 73 ch au même régime.
La HDB3 se voyait équipée du moteur de 349 cm3.
Côté partie cycle, toutes étaient équipées d'un cadre au chrome-molybdène. C'est un treillis tubulaire sur la HDB1, un double berceau sur la HBD2, un simple berceau sur l'HDB3.
La fourche télescopique est de marque Marzocchi pour la HDB2, Ceriani pour la HDB3. Les HDB1 et 3 sont équipées d'un monoamortisseur, choisi dans le catalogue Koni,, tandis que la HDB2 se contente de deux combinés Marzocchi.
Le freinage est confié à Brembo, avec trois disques, pincés par des étriers simple piston.
Les jantes sont en magnésium et proviennent de chez Campagnolo.
La HDB2 a brillé aux mains de Walter Villa et Franco Uncini. En 1976 et 1977, ils s'imposent sur les circuits du Mugello, Assen, Spa-Francorchamps, Imatra, Brno, Nurburgring, Misano et au Venezuela.
L'usine produira un seul cadre de HDB1, 35 cadres de HDB2 et deux cadres de HDB3.